# Сульфасалазин
Сульфасалазин (лат. Sulfasalazinum, англ. Sulfasalazine) — синтетичний лікарський препарат, який є сполукою сульфапіридину та аміносаліцилової кислоти. Сульфасалазин застосовується перорально. Сульфасалазин уперше синтезований у 1938 році на підставі досліджень ревматолога Нанни Шварц як препарат для лікування ревматоїдного артриту. Проте клінічні дослідження нового препарату в Шотландії у 1948 році не дали позитивної відповіді щодо ефективності сульфасалазину в ревматології. Проте встановлено ефективність препарату в лікуванні неспецифічного виразкового коліту та хвороби Крона, у лікуванні яких сульфасалазин застосовується з 1950 року. У 1980 році проведено нові клінічні дослідження, у яких встановлено ефективність сульфасалазину в лікуванні ревматоїдного артриту, після яких препарат став активніше застосовуватися для лікування ревматологічних захворювань.
Він входить до переліку основних лікарських засобів Всесвітньої організації охорони здоров'я.

## Фармакологічні властивості
Сульфасалазин — синтетичний лікарський засіб, який є сполукою сульфапіридину та аміносаліцилової кислоти. Механізм дії препарату ще досліджується. проте більшість даних вказує, що він пов'язаний із протизапальною та протимікробною активністю сульфапіридину, та імуномодулюючою активністю 5-аміносаліцилової кислоти. Сульфасалазин також інгібує фактор некрозу пухлини, каспазу-3, групу факторів транскрипції NF-κB, інтерлейкін-1 та інтерлейкін-8, що забезпечує протизапальний та імуносупресивний ефект препарату. Препарат також інгібує циклооксигеназу і ліпооксигеназу; гальмує хемотаксис, фагоцитоз та адгезію лейкоцитів; а також має пряму антибактеріальну дію завдяки антагонізму з параамінобензойною кислотою, наслідком чого є гальмування синтезу фолієвої кислоти. Сульфасалазин найчастіше застосовується для лікування неспецифічного виразкового коліту та хвороби Крона. Препарат застосовується також для лікування ревматологічних захворювань, зокрема ревматоїдного артриту, ювенільного ревматоїдного артриту та анкілозуючого спондилоартриту, хоча не у всіх клінічних дослідженнях встановлено висуку ефективність сульфасалазину при ревматологічних захворюваннях.

### Фармакокінетика
Сульфасалазин погано всмоктується після перорального застосування, біодоступність препарату становить близько 10 %. Максимальна концентрація складових препарату досягається протягом 1,5—6 годин після перорального застосування. Сульфасалазин швидко метаболізується до своїх активних метаболітів сульфапіридину та 5-аміносаліцилової кислоти. Сам сульфасалазин майже повністю (на 99 %) зв'язується з білками плазми крові, проте його похідні погано зв'язуються з білками. Препарат проникає через плацентарний бар'єр та виділяється в грудне молоко. Метаболізується сульфасалазин у печінці із утворенням активних метаболітів. Виводиться препарат із організму як із калом, так із сечею у вигляді метаболітів. Період напіввиведення самого сульфасалазину складає 5—10 годин, період напіввиведення сульфапіридину складає 6—14 годин, період напіввиведення 5-аміносаліцилової кислоти складає 0,6—1,4 години.

## Показання до застосування
Сульфасалазин застосовують для лікування неспецифічного виразкового коліту, хвороби Крона, ревматоїдного артриту та ювенільного ревматоїдного артриту.

## Побічна дія
Хоча при застосуванні сульфасалазину побічні ефекти спостерігаються часто, причому 20—25 % пацієнтів вимушені відмінити препарат у зв'язку з побічною дією препарату, проте кількість побічних ефектів є нижчою, ніж при застосуванні інших базисних протиревматичних препаратів. Найчастішими побічними ефектами препарату є:
- Алергічні реакції та з боку шкірних покривів — свербіж шкіри, шкірний висип, гарячка, сухість шкіри, кропив'янка, синдром Стівенса-Джонсона, синдром Лаєлла, анафілактичний шок, фотодерматоз, забарвлення шкіри в жовтий колір.
- З боку травної системи — нудота, блювання, діарея, біль у животі, гепатит, панкреатит, втрата апетиту.
- З боку нервової системи — головний біль, запаморочення, судоми, атаксія, порушення сну, галюцинації, периферична нейропатія.
- З боку сечостатевої системи — порушення функції нирок, інтерстиційний нефрит, перехідна олігоспермія, безпліддя.
- З боку дихальної системи — інтерстиційний пневмоніт, кашель.
- Зміни в лабораторних аналізах — анемія, апластична анемія, тромбоцитопенія, агранулоцитоз, лейкопенія, протеїнурія, гематурія, кристалурія.

## Протипокази
Сульфасалазин протипоказаний при підвищеній чутливості до препарату, кишковій непрохідності, порфірії, вираженій анемії, виражених порушенняхфункції печінки або нирок, дефіциті глюкозо-6-фосфатдегідрогенази, дітям до 5 років, при вагітності та годуванні грудьми.

## Форми випуску
Сульфасалазин випускається у вигляді таблеток по 0,5 г.